# Michael Jackson (escritor)
Michael James Jackson (27 de marzo de 1942 - 30 de agosto de 2007)  fue un escritor y periodista británico. Autor de libros destacados sobre cerveza y whisky, también colaboró en  varios periódicos, particularmente The Independent y The Observer.
Sus libros han vendido más de tres millones de ejemplares alrededor del mundo, y han sido traducidos a dieciocho idiomas. Se le atribuye el resurgimiento del interés por la cerveza y las cervecerías en todo el mundo durante los años 70, especialmente en los Estados Unidos. También se le atribuye la popularidad de la idea de los tipos de cerveza. Su serie de televisión The Beer Hunter fue emitida en quince países.
Al igual que con la cerveza, fue muy influyente en el campo del whisky de malta: su libro Michael Jackson's Malt Whisky Companion (1989) es el más vendido del mundo sobre ese tema.
Jackson llevaba sufriendo de Parkinson una década antes de su muerte en 2007. No anunció públicamente su enfermedad hasta que los síntomas hicieron pensar a la gente que se encontraba en estado de embriaguez.

## Biografía
Jackson nació en Wetherby, West Riding de Yorkshire. Su padre transformó su apellido lituano de origen judío, Jakowitz, en Jackson. La familia se muda a Leeds antes de la guerra. Fue al colegio King James’s Grammar School, Almondbury. Estudió la carrera de periodismo en Edimburgo, donde tuvo su primer encuentro con el whisky. A su regreso a Londres escribió durante un breve periodo de tiempo en la publicación comercial publicitaria Campaign.
Michael Jackson se hizo famoso en el mundo de la cerveza en 1977 cuando se publicó su libro The World Guide To Beer, que fue traducido a más de 10 idiomas y es considerado uno de los mejores libros sobre el tema. La teoría moderna de la clasificación de los estilos de cerveza está basada en este libro, ya que en él Jackson clasificó las variedades de cerveza alrededor del mundo según las clasificaciones locales y de los nombres que se le daban a cada tipo de cerveza en cada lugar del mundo.
Su trabajo es muy influyente en la cultura de la cerveza de Norteamérica y posteriormente en 1990 fue el creador de la serie The Beer Hunter, televisada en Channel 4 y el Canal de Historia. En cada episodio de esta Jackson visitaba un país diferente, donde conocía las cervezas de cada país así como la elaboración artesanal de las mismas. La serie fue un éxito. Durante los 30 años de carrera como crítico, Jackson redactó columnas editoriales para una gran variedad de periódicos y revistas.
Jackson consideraba la cerveza como componente de la cultura y describía cada tipo de cerveza en su contexto cultural. Aunque viajó mucho por todo el mundo y descubrió diferentes culturas cerveceras. Especialmente se centró en la cultura de la cerveza en Bélgica. Fue nombrado oficial de honor de la Ridderschap van de Roerstok en 1997, por su gran aportación a la popularidad de la cerveza belga: dicho honor solo lo habían obtenido las productoras de cerveza, y nunca un personaje famoso. En 1998, Jackson creó su propia colección de vasos de cerveza. Posteriormente ayudó a crear y trabajó en el único club de cerveza al que perteneció durante su vida: Michael Jackson's Rare Beer Club.

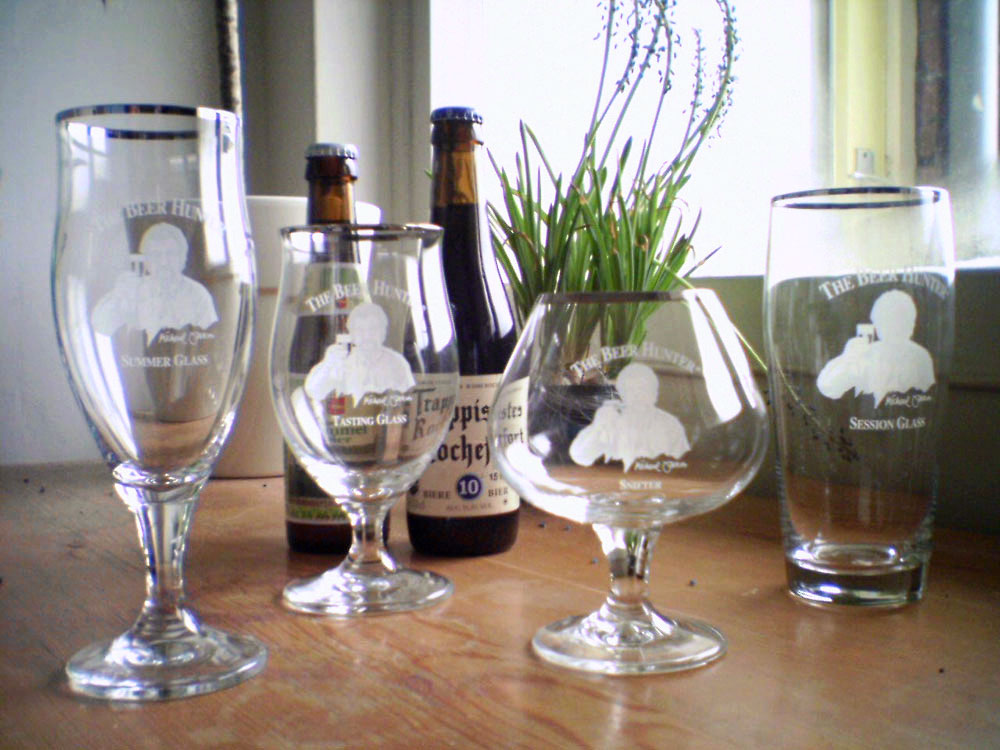
Michael Jackson's beer glassware (from left to right): summer glass, tasting glass, snifter, session glass

Michael Jackson también fue un importante crítico de whisky. En su libro The Malt Whisky Companion, criticó y valoró del 0 al 100 una gran cantidad tipos de whisky, aconsejando la compra de aquellos que tuvieran una nota superior a 75. Sin lugar a dudas, su trabajo en el mundo del whisky superó con creces al de la cerveza. Se podría decir que es el escritor más importante en el mundo del whisky desde la existencia en la época victoriana de Alfred Barnard. Sin lugar a dudas podríamos decir que es el autor más influyente, en la época moderna, del mundo del whisky. Fue reconocido por el prestigioso premio Master of the Quaich gracias a sus prodigiosas ventas de libros de whisky y su exitosa taquilla en las catas públicas. 
Aparte de su trabajo como periodista y crítico, Jackson fue un gran fan de la liga de rugby. En diciembre de 2006 reveló al público que llevaba una década aquejado de Parkinson. También sufría de diabetes. Jackson murió de un ataque al corazón la mañana del 30 de agosto de 2007, a los 65 años de edad.

## Premios
- André Simon Award
- Ganador del Glenfiddich Trophy, un premio británico para escritores culinarios.
- Honorary officer del Ridderschap van de Roerstok, un premio belga.
- El Gold Tankard of the British Guild of Beer Writers, otorgado por sus CD-Roms
- Columnista del año de la North American Guild of Beer Writers
- Winner James Beard Award, 2006[14]
- Keeper of the Quaich; Master of the Quaich (premio de la industria escocesa del whisky)
- Holder of the Haarikka ("haarikanhaltija" en finés) 1995 (premio de la asociación finlandesa del  sahti)
- Primera persona galardonada con el Achievement Award of the Institute for Fermentation Studies estadounidense.
- Juez honorario de la cerveza; Beer Judge Certification Program (BJCP)